# Tibet durante la dinastia Yuan
Le relazioni sino-tibetane al tempo della dinastia Yuan (1271-1354), più propriamente le relazioni sino-mongolo-tibetane al tempo dell'Impero mongolo (1244-1354), furono caratterizzate da una diarchia nella quale i Mongoli/Yuan controllavano strutturalmente, militarmente e amministrativamente il paese, mentre il potere religioso era nelle mani dei lama, nella fattispecie della setta Sakya del Buddhismo tibetano, favorita e foraggiata dai mongoli, tanto che, nella storia tibetana, questo periodo è anche ricordato come dinastia Sakya (zh. 薩迦王朝S, Sàjiā WángcháoP).
Il dominio mongolo sul Tibet fu stabilito dopo che Sakya Pandita ottenne il potere sulla regione dai mongoli nel 1244, in seguito alle loro prime incursioni ivi, avviate nel 1240 sotto l'egida di Godan Khan, nipote di Gengis Khan, ed eseguite dal generale Doorda Darqan. La definitiva sottomissione del paese ai mongoli avvenne solo negli anni 1250, al tempo di Khaghan (imperatore) Munke (r. 1251-1259), mentre la sua effettiva integrazione nell'impero mongolo avvenne al tempo del successivo Khagan, Kublai Khan (r. 1260-1294).
Come anticipato, il Tibet mantenne un certo grado di autonomia politica sotto il lama Sakya, capo de jure della nazione nonché capo spirituale "universale" dell'Impero mongolo. Il governo amministrativo-militare del Tibet fu affidato ad uno specifico ufficio governativo della dinastia sino-mongolica Yuan fondata da Kublai, lo 宣政院S, Xuānzhèng YuànP, lett. "Corte/Ufficio per la diffusione del governo", oggi noto come "Ufficio degli affari buddisti e tibetani", un dipartimento amministrativo di alto livello separato dalle altre province Yuan ma pur sempre sottoposto all'amministrazione centrale. Il Tibet mantenne un controllo nominale sugli affari religiosi e politici, mentre la dinastia Yuan gestiva la struttura amministrativa della regione, supportata dalla sua forza d'occupazione militare che ebbe comunque scarso impiego. Questa diarchia era palesemente sbilanciata in favore dei mongoli ed uno degli scopi dello Xuānzhèng Yuàn era selezionare il locale amministratore plenipotenziario, il Dpon chen, solitamente suggerito (più che nominato) dal Lama e confermato nella carica dall'imperatore Yuan a Khanbaliq (odierna Pechino).

## Storia

### Rapporti sino-tibetani prima dei mongoli
Il Tibet fu un tempo una grande potenza contemporanea della dinastia cinese Tang (618–907). Fino al proprio crollo nel IX secolo, l'Impero tibetano fu il principale rivale dei Tang per la dominazione dell'Asia interna. I sovrani tibetani della dinastia Yarlung (618-842) firmarono anche vari trattati di pace con i Tang, uno dei quali nell'821 fissò i confini fra Tibet e China. Durante il successivo periodo delle Cinque dinastie e dieci regni (907–960), le dinastie che si dividevano la Cina spaccata non videro più alcuna minaccia nel Tibet, dove il regime feudale subentrato all'impero aveva creato altrettanta divisione, e di conseguenza le relazioni sino-tibetane furono assai scarse. Pochi documenti concernenti i contatti sino-tibetani sopravvivono dalla dinastia Song (960–1279), essendo i suoi imperatori preoccupati soprattutto della lotta contro i nomadi della steppa eurasiatica per il controllo sulla Cina del Nord: i Kitai proto-mongoli della dinastia Liao (907–1125) prima ed i tungusi Jurchen della dinastia Jīn (1115–1234) poi.

### Conquista mongola del Tibet
Il primo vero contatto dei mongoli con il popolo etnico tibetano avvenne nel 1236, quando un capo tibetano vicino a Wenxian si sottomise ai mongoli, allora impegnati nella loro campagna contro la dinastia Jin nel Sichuan (v.si Campagna mongola contro i Jin). Le speculazioni su una pianificata invasione del Tibet voluta da Gengis Khan ai primordi dell'Impero mongolo sono oggi liquidate come fantasie. Nel 1207, Gengis Khan, primo Khaghan (imperatore) dei mongoli (r. 1206–1227), aveva sottomesso i Tangut degli Xia occidentali (1038–1227), i cui domini confinavano con il Tibet e, di conseguenza, stabilito relazioni diplomatiche con i tibetani mandando loro degli inviati. La recente conquista degli Xia occidentali allarmò i sovrani tibetani che decisero di pagare tributo a Gengis ma cessarono di farlo dopo la sua morte nel 1227. La cosa non dovette impensierire molto gli eredi del grande condottiero, impegnati a gestire ben altre problematiche, che si dimenticarono del Tibet per un decennio abbondante.

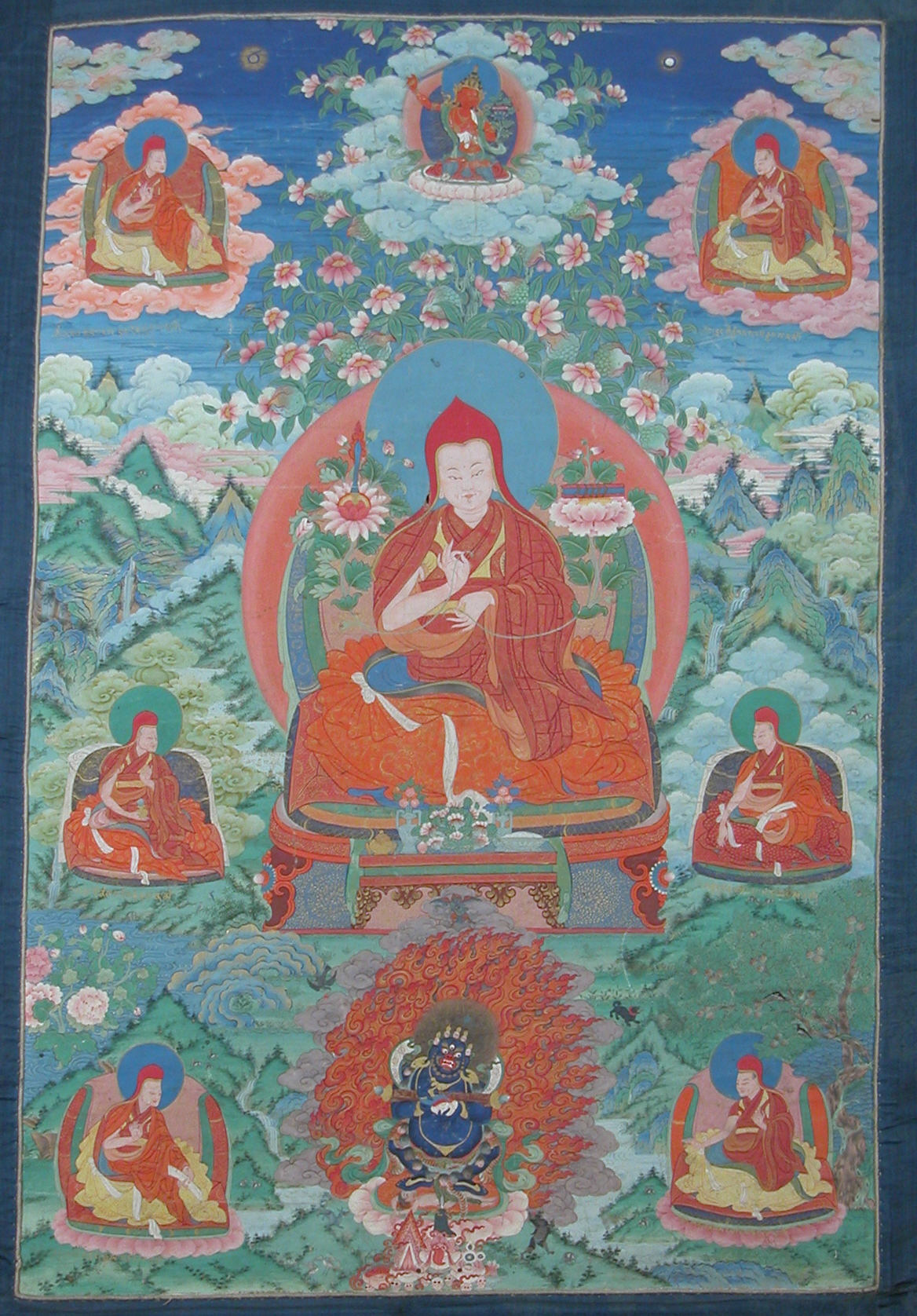
Thangka di Sakya Pandita del XVIII secolo.

Fu solo nel 1240 che il principe gengiscanide Godan Khan, figlio di Ögödei Khan, secondo Khagan dell'impero (r. 1229-1241), e fratello minore di Güyük, futuro Khagan, «delegò il comando dell'invasione tibetana a un generale tangut, Doorda Darqan (Dor-ta)». La spedizione fu «il primo conflitto militare tra i due popoli». Studi moderni rilevano che le fonti più antiche attribuiscono agli esploratori mongoli il solo incendio di Rgyal-lha-khang, così come l'uccisione di un gran numero di monaci Rwa-sgreng. Secondo Wylie, l'azione militare assunse i connotati di una ricognizione finalizzata a valutare la situazione politica tibetana. I mongoli speravano di identificare un unico nemico da sottomettere ma trovarono una terra divisa religiosamente e politicamente, oltre che priva di un governo centrale.
Sakya Paṇḍita (1182-1251), lama della setta Sakya/Sakyapa (bo. ས་སྐྱ, Sa skyaW, "terra pallida"), una delle quattro principali scuole del Buddhismo tibetano (le altre sono il Nyingma, il Kagyü e il Gelug), avrebbe allora incontrato Godan ed iniziato a perorare tra i monasteri tibetani la causa della resa pacifica all'autorità mongola, originando la tradizione della resa simbolica del Tibet. Comunque, i mongoli si ritirarono nel 1241, quando tutti i principi mongoli furono richiamati in Mongolia al Kuriltai per definire il successore del defunto Ögödei.
Nel 1244, Godan Khan tornò in Tibet, richiamò Pandita ed ottenne da lui la formale sottomissione del paese minacciando un'invasione su vasta scala. La vera ragione per cui i mongoli selezionare i Sakya quali loro intermediari in Tibet non è del tutto chiara. Potrebbe essere stata perché la setta, più delle altre, era specializzata in rituali magici che ben si sposavano con il tengrismo mongolo, oltre ad essere focalizzata sulla diffusione della moralità buddista. Fu anche certamente importante il fatto che Sakya Paṇḍita fosse un gerarca religioso per nascita e quindi rappresentasse una continuità dinastica utile allo scopo mongolo di governare tramite rispettati intermediari. Con la definitiva sottomissione di Sakya Pandita a Godan nel 1247, il Tibet fu incorporato ufficialmente nell'Impero mongolo durante la reggenza di Töregene Khatun (1241–1246). Secondo Michael C. van Walt van Praag, Godan concesse a Sakya Pandita l'autorità temporale su un Tibet ancora politicamente frammentato, affermando che «questa investitura ebbe scarso impatto reale» ma fu significativa in quanto stabilì la peculiare relazione "Sacerdote-Protettore" che avrebbe caratterizzato i rapporti tra i mongoli e i lama Sakya tibetani.
Morti sia Paṇḍita sia Godan intorno al 1251, il nuovo Khagan Munke (r. 1251-1259) annetté in via definitiva il Tibet con la forza nei domini mongoli e ne divise le terre tra i suoi parenti come loro appannaggi, in accordo alla Yasa di Gengis Khan. Molti aristocratici mongoli presero allora a ricercare le benedizioni d'importanti lama: lo stesso Munke, per es., patrocinò Karma Pakshi (1203–1283), capo dei lama e secondo Karmapa della setta tibetana Kagyü/Kagyupa (bo. བཀའ་བརྒྱུད།, bKa'-brgyudW), e il monastero di Drigung (sede del potere Kagyü).

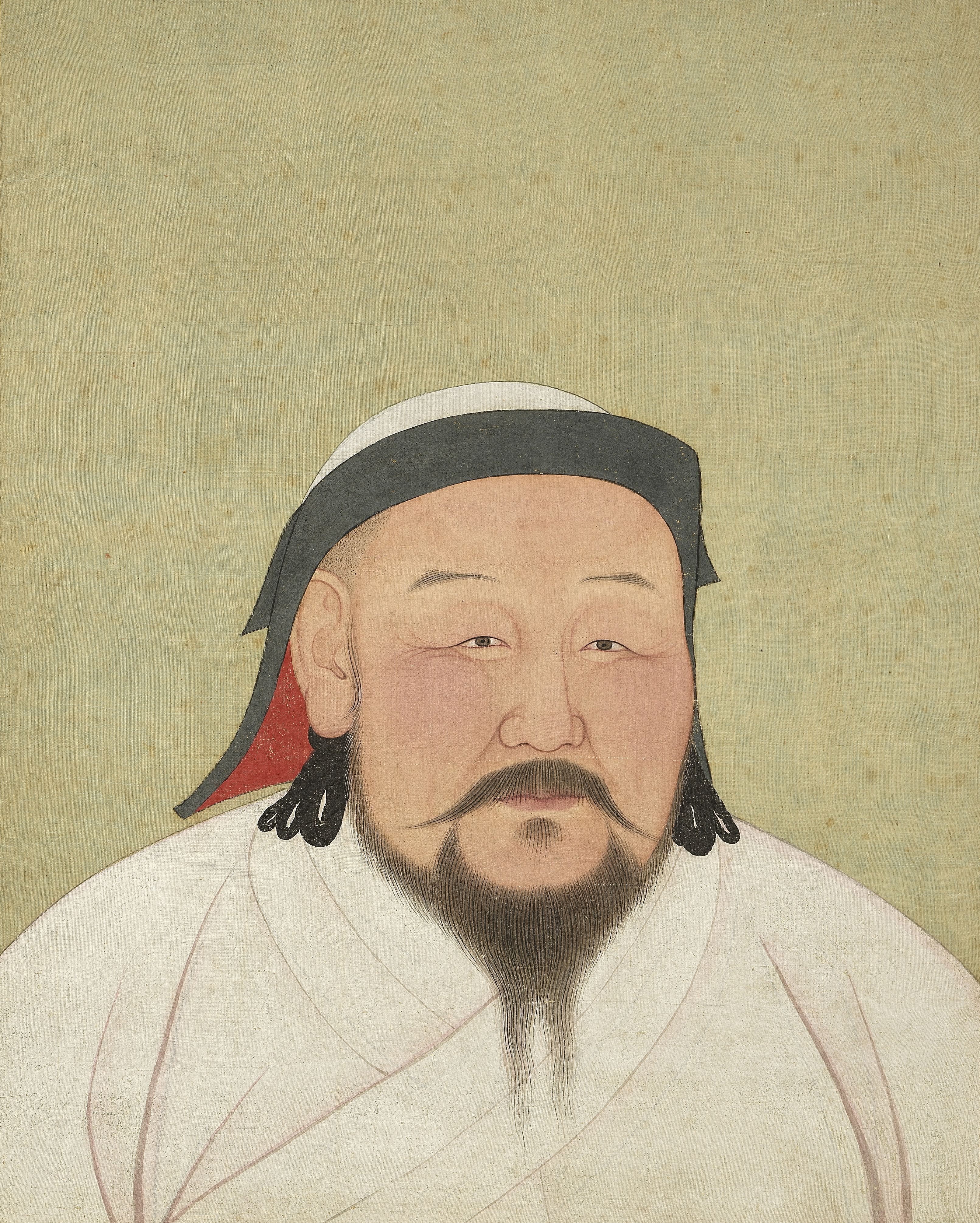
Kublai Khan (r. 1260–1294), ideatore della diarchia Khagan-Lama che caratterizzò il dominio mongolo sul Tibet.

Sin dal 1236, al principe gengiscanide Kublai Khan, il fratello minore di Munke che in seguito avrebbe governato come Khagan (r. 1260–1294), era stato concesso un grande appannaggio nella Cina del nord dallo zio Ögedei. Come suo fratello maggiore Munke, anche Kublai attrasse a sé dei monaci buddisti ma non Karma Pakshi che gli preferì, come anticipato, il fratello. Kublai invitò dunque a corte al suo posto Drogön Chögyal Phagpa (1235–1280), successore e nipote di Sakya Pandita, che ivi giunse nel 1253. Kublai istituì una peculiare relazione con Phagpa che riconosceva Kublai come un sovrano superiore negli affari politici e il Phagpa lama come il consigliere anziano di Kublai negli affari religiosi. Kublai nominò anche Drogön Chögyal Phagpa re-sacerdote reggente o viceré (sde srid) del Tibet, allora diviso in tredici diversi stati governati da miriarchie e di cui lasciò intatto il sistema legale.
Il Tibet entrò dunque a far parte dell'Impero mongolo prima che questo conquistasse l'intera Cina dando inizio alla dinastia Yuan (1271–1368). Secondo Van Praag, la conquista «segnò la fine della Cina indipendente» che si ritrovò infatti sotto il controllo degli Yuan insieme al Tibet, alla Mongolia, a parti della Corea, della Siberia e dell'Alta Birmania. Secondo Morris Rossabi, Kubilai desiderava essere percepito al tempo stesso come legittimo Khagan dei Mongoli e come imperatore della Cina. Sebbene, verso l'inizio degli anni 1260, il suo regno fosse ormai strettamente legato alla Cina, per un periodo rivendicò ancora il dominio universale su tutti i Mongoli ma, malgrado i suoi successi in Cina e in Corea, dovette contentarsi di un riconoscimento prettamente formale dai suoi congiunti. Perciò, divenne sempre più identificato come imperatore della Cina.

### Kublai Khan e Drogön Chögyal Phagpa

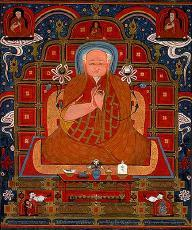
Drogön Chögyal Phagpa, il primo Precettore Imperiale della dinastia sino-mongolica Yuan.

Come anticipato, Drogön Chögyal Phagpa fu consigliere spirituale e guru di Kublai Khan. Nel 1260, anno in cui divenne Khagan dei mongoli, Kublai nominò Phagpa 國師T, 国师S, GuóshīP, lett. "Precettore dello Stato", གོ་ཤྲི, go shriW). Fu così Phagpa «ad avviare la teologia politica del rapporto tra stato e religione nel mondo buddista tibeto-mongolo.»

Con il sostegno di Kublai, Phagpa affermò la sua setta quale guida spirituale preminente in Tibet e, in generale, nelle terre dell'Impero mongolo, pur in via di dissoluzione. Costretto a contendere il primato sull'impero avito al fratello Arig Bek per un quinquennio (v.si Guerra civile toluide,1260-1264), Kublai poté concentrarsi sul Tibet soltanto dopo il kuriltai del 1265 che chiuse la sua contesa con i parenti. Solo allora Phagpa rientrò in patria, sicuro di non trovare oppositori dopo che i Kagyü di Karma Pakshi avevano sostenuto Arig Bek (che sarebbe morto di lì a poco in prigione in circostanze misteriose). Phagpa principiò ad imporre l'egemonia Sakya con la nomina di Sakya Bzang-po, servitore di lunga data e alleato dei Sakya, a dpon-chen nel 1267 e l'anno dopo (1268) fu condotto il censimento della popolazione tibetana per inserirla nel sistema demografico-militare dei mongoli. Pur mantenendo il controllo amministrativo attraverso il dpon-chen, la relazione di Kublai con il Lama Sakya divenne nota nella tradizione tibetana come la relazione tra patrono e sacerdote. Successivamente, ogni imperatore Yuan ebbe un Lama come guida spirituale. 

Cartamoneta degli Yuan del 1287 con caratteri cinesi e caratteri phagspa, le due forme di scrittura ufficiali della dinastia.

Kublai Khan incaricò anche Phagpa di progettare un nuovo sistema di scrittura per unificare alfabeticamente il multilingue impero mongolo. Phagpa a sua volta modificò l'alfabeto tibetano inventando la c.d. "scrittura Phagspa" completata nel 1268. Kublai Khan decise di utilizzare la scrittura Phagspa come sistema di scrittura ufficiale del suo impero, anche quando divenne imperatore della Cina nel 1271, invece dei caratteri cinesi e dell'alfabeto uiguro. Incontrò però grandi resistenze e difficoltà nel tentativo di promuovere questo copione e non ha mai raggiunto il suo obiettivo originale. Di conseguenza, solo un piccolo numero di testi fu scritto in questa scrittura e la maggior parte era ancora scritta in ideogrammi cinesi o nell'alfabeto uiguro. La sceneggiatura cadde in disuso dopo il crollo della dinastia Yuan nel 1368.
 
La scrittura phagpa fu, sebbene mai ampiamente, utilizzata per circa un secolo e si pensa abbia influenzato lo sviluppo della moderna scrittura coreana.
L'egemonia Sakya sul Tibet sarebbe durata fino alla metà del XIV secolo, legata a doppio filo alle fortune della dinastia fondata da Kublai Khan. Fu comunque messa in discussione da una rivolta della setta Kagyü, assistita dal principe ribelle mongolo Duwa del Khanato Chagatai nel 1285 (v.si Guerra tra Kaidu e Kublai). La rivolta fu soppressa nel 1290 quando i Sakya e l'esercito Yuan al comando di Temür Buqa, nipote di Kublai, bruciarono il monastero di Drigung ed uccisero 10.000 persone.

### Rovesciamento dei Sakya e degli Yuan

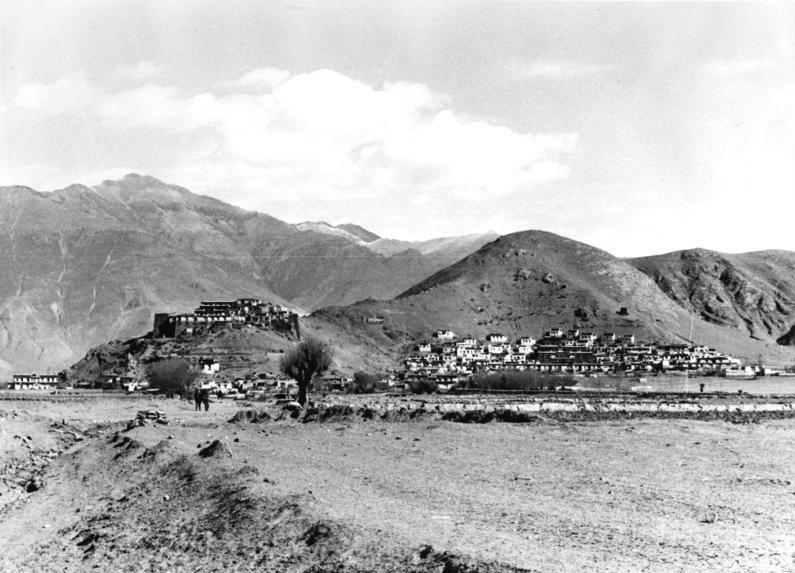
Il castello di Nêdong, sede del potere dei Phagmodrupa in Tibet.

Nel 1358, il regime viceregale dei Sakya installato dai Mongoli in Tibet fu rovesciato in una ribellione dal miriarca di Phagmodru, Tai Situ Changchub Gyaltsen (o Byang chub rgyal mtshan, 1302–1364). La corte Yuan fu costretta ad accettarlo come nuovo viceré e Changchub Gyaltsen ed i suoi successori, la dinastia Phagmodrupa, adepti della setta Kagyü, assoggettarono il Tibet Centrale ed ottennero il dominio de facto sulla nazione, governandola dal loro palazzo di Nêdong nella Valle dello Yarlung e ripristinandone l'indipendenza che sarebbe durata per i successivi 400 anni. Changchub prese il titolo tibetano di Desi (sde-srid), riorganizzò le tredici miriarchie Yuan-Sakya in numerosi distretti (rdzong), abolì la legge mongola in favore del vecchio codice giuridico tibetano e gli abiti di corte mongoli in favore dei tradizionali abiti tibetani ma si guardò dall'opporsi apertamente alla corte di Khanbaliq.
Nel 1368, una ribellione della popolazione di etnia Han (cinese) passata alla storia come Rivolta dei Turbanti Rossi (1351-1368) rovesciò in Cina la dinastia Yuan. I mongoli, il cui potere era stagnante sin dal 1346, ripiegarono sull'Altopiano della Mongolia e ivi rifondarono la dinastia come "dinastia Yuan settentrionale" (1370-1645). Zhu Yuanzhang, il capo dei Turbanti Rossi che aveva sconfitto gli Yuan, fondava nel frattempo la dinastia Ming (1368-1644) a Nanchino, assurgendo al trono come imperatore Hongwu (r. 1368–1398).
«Entro il 1370 i confini tra le scuole del buddismo erano chiari» e Jamyang Shakya Gyaltsen (1364-1373), nipote ed erede di Changchub Gyaltsen, allacciò i primi rapporti diretti con i Ming, sancendo ufficialmente la fine della sudditanza tibetana nei confronti dei mongoli.

### Rapporti mongolo-tibetani dopo gli Yuan

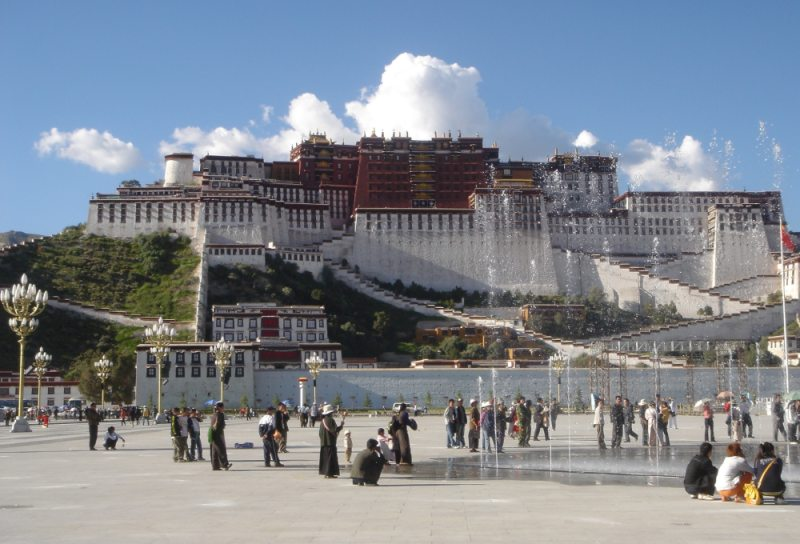
Il Palazzo del Potala, residenza del Dalai Lama dal 1645.

Decaduti gli Yuan, le relazioni sino-mongolo-tibetane non cessarono bensì proseguirono su due binari distinti (relazioni sino-tibetane e relazioni mongolo-tibetane) spesso tra loro sovrapposti dai rovesci delle bellicose relazioni sino-mongole. Anzitutto, la situazione politica del Tibet fu molto fluida al tempo della dinastia Ming. Nemmeno un secolo dopo la caduta dei Sakya, una guerra civile (1435) rese infatti il ruolo dei Phagmodrupa di sovrani del Tibet sempre più effimero e contestato da altre potenze indigene, prima la dinastia Rinpungpa (1435-1565) e poi la dinastia Tsangpa (1565-1642). In pratica, dal 1564, la sovranità dei Phagmodrupa fu puramente nominale.
I Ming, per parte loro, dovettero costantemente affrontare la minaccia mongola da settentrione, sia sotto forma di scontri con gli Yuan settentrionali sia a causa d'intraprendenti condottieri nominalmente vassalli del Khagan Yuan. Dopo le vittoriose campagne di Hongwu (v.si Sacco di Karakorum 1380 e Campagna Ming contro gli Urianhaj 1387) e di suo figlio Yongle (v.si Campagne dell'imperatore Yongle contro i Mongoli 1410-1424) la dinastia preferì mettersi sulla difensiva, operando una massiccia ristrutturazione della Grande muraglia (v.si Grande muraglia dei Ming) e concentrandosi sulla riconquista del deserto di Ordos, base di raccolta per le incursioni mongole in Cina. Preoccupati della minaccia mongola a nord, i Ming non avevano forze armate supplementari per rafforzare o sostenere rivendicazioni di sovranità sul Tibet e s'affidarono agli «strumenti confuciani delle relazioni tributarie» il cui scopo ultimo era «evitare qualsiasi tipo di minaccia tibetana», stabilizzando i confini e a proteggendo le rotte commerciali.
Nel XVI secolo, i Mongoli-Tümed di Altan Khan (1507-1582) si muovevano nel Kokonor, razziando la frontiera cinese ed arrivando a saccheggiare e bruciare i sobborghi di Pechino nel 1550! Klieger sostiene che la presenza di Altan Khan ad ovest ridusse effettivamente l'influenza e i contatti dei Ming con il Tibet. Dopo che Altan Khan fece pace con i Ming (1571), invitò il terzo gerarca del Gelug, Sönam Gyatso (1543,1588), ad incontrarlo nel Amdo (1578), ove incidentalmente conferì a lui e ai suoi due predecessori il titolo del Dalai Lama (lett. "Maestro Oceano"). Altan Khan abolì lo sciamanesimo mongolo e le sue pratiche cruente e costrinse il suo popolo alla conversione buddista Gelug. Fedeli al loro capo religioso, i noyan (principi) cominciarono a richiedere al Dalai Lama di conferire loro titoli, in una sorta di rinnovo dell'alleanza spirituale-secolare mongolo-tibetana del XIII secolo costruita da Altan Khan e Sonam Gyatso. Ciò fornì al Dalai Lama e al Panchen Lama l'autorità religiosa e politica in Tibet ed Altan Khan guadagnò «enorme potere tra l'intera popolazione mongola.» Per cementare ulteriormente la nuova alleanza, il pronipote di Altan Khan, Yönten Gyatso (1589–1616), fu nominato IV Dalai Lama.
Quando anche i Mongoli-Oirati si convertirono al buddismo tibetano (circa 1615), non passò molto tempo prima che venissero coinvolti nel conflitto tra i Gelug ed i redivivi Kagyu: il condottiero mongolo Choghtu Khong Tayiji/Tsogtu Khuntaiji (1581-1637) dei Khalkha settentrionali assoggettò il Tibet per conto dei Kagyu nel 1634 e fu sconfitto per conto dei Gelug da Güshi Khan (Törü Bayikhu) degli Hošuud, altra tribù della confederazione Oirati alleatasi agli Zungari, nel 1637. Törü fu proclamato Chogyal, letteralmente "Re del Dharma" o "Insegnamento", dal V Dalai Lama Lozang Gyatso (1617-1682) e fondò il Khaganato Hošuud (1637). L'ultimo Phagmodrupa era stato nel frattempo espulso da Lhasa nel 1637 e, nel 1642, eliminati anche gli Tsangpa, Lozang Gyatso fu il primo Dalai Lama ad esercitare reale potere politico sul Tibet, reso manifesto dal 1645 con la costruzione del Palazzo del Potala a Lhasa. Nel secolo successivo, sarebbero stati gli Zungari a contendere all'impero cinese, ora retto dalla dinastia Qing (1636-1912) di etnia manciù, il dominio sul Tibet.

## Il dominio mongolo sul Tibet

### La diarchia sacerdote-protettore
La diarchia costruita da Kublai Khan per governare sul Tibet si fondava su due figure titolate: 
- il Precettore Imperiale (zh. 帝師T, 帝师S, DìshīP, lett. "Precettore dell'Imperatore", bo. གོང་མའི་སློབ་དཔོན, gong mavi slob dponW, evoluzione del Guóshī), un Lama Sakya residente in Cina; e
- un Amministratore (zh. 本钦S, Dpon-chenP, lett. "Amministratore civile"), sempre tibetano e residente in Tibet, presso il Monastero di Sakya, per amministrarlo.[70]

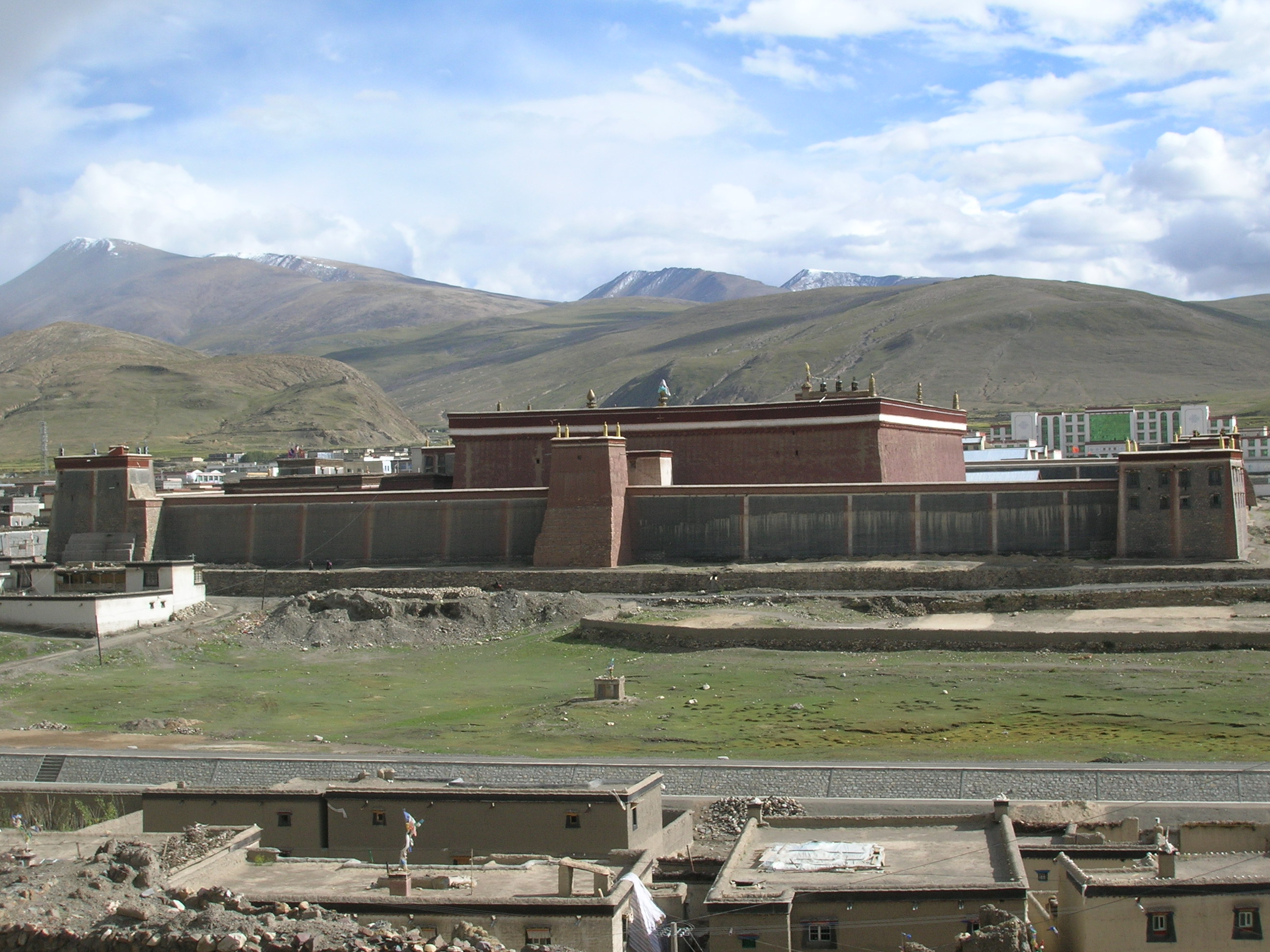
Il monastero di Sakya, centro del potere mongolo in Tibet.

La regola fu descritta nella cronaca mongola "Dieci lodevoli leggi" che descrive "due ordini", uno religioso ed uno secolare: quello religioso si basa sui Sutra e Dharani; quello secolare sulla pace e la tranquillità. Il Sakya Lama era responsabile dell'ordine religioso, mentre l'imperatore Yuan di quello secolare. La religione e lo Stato divennero così dipendenti l'uno dall'altro, ciascuno con le proprie funzioni, anche se la volontà dell'imperatore, attraverso lo Dpon-chen, aveva di fatto il sopravvento, né furono infrequenti i conflitti tra i Lama e i Dpon-chen stessi. Van Praag osserva che la ricerca e l'adesione, da parte di mongoli e tibetani, d'un sistema duale di governo e di relazione interdipendente funse da una parte da potente catalizzatore tra i due popoli (cosa che per contro non accadde mai con i cinesi Han intrisi di taoismo e confucianesimo e che su questi precetti avevano strutturato il loro sistema di governo) e dall'altra legittimò la successione dei khan mongoli come sovrani buddhisti universali, o cakravartin.
Il Tibet rimase così «una parte distinta dell'Impero e non fu mai completamente integrato in esso» come testimonia ad esempio l'esistenza d'un mercato di frontiera autorizzato tra la Cina e il Tibet sotto gli Yuan.
Come anticipato, il centro del potere mongolo in Tibet era costituito, dal rientro di Phagpa in patria nel 1265, dal Monastero di Sakya, tra le colline di Ponpori (Shigatse). La struttura, fondata da Khön Könchog Gyalpo (1034-1102) nel 1073, fu ampliata a partire dal 1268 proprio per ordine di Phagpa con una forza lavoro di ben 130.000 operai coordinati dal Dpon-chen Sangpo. L'eredità mongola traspare dalla pianta e dalla forma stessa del monastero, molto più simile ad un fortino sino-mongolico che non ad un tradizionale monastero tibetano. Il primato del monastero (e della setta) non fu comunque indiscusso sino alla distruzione nel 1290 del Monastero Drigung ed alla definitiva sottomissione della setta Kagyü.

### La struttura governativa
La data ufficiale dell'inserimento del Tibet nel sistema amministrativo centrale dell'Impero mongolo (prossimo ad essere circoscritto all'ambito territoriale della "sola" dinastia Yuan) è convenzionalmente fissata al biennio 1268-1269.
Fu infatti allora istituito nella capitale imperiale di Khanbaliq (odierna Pechino) uno specifico ufficio governativo Yuan, lo 宣政院S, Xuānzhèng YuànP, lett. "Corte/Ufficio per la diffusione del governo", oggi noto come "Ufficio degli affari buddisti e tibetani", un dipartimento amministrativo d'alto livello separato dalle dodici province in cui era ripartito il Gran Khanato degli Yuan ma pur sempre sottoposto alla sua amministrazione centrale (costituita dal Segretariato, lo 中書省T, 中书省S, ZhōngshūshěngP, lett. "Ufficio Legislativo"), per la gestione del dominio mongolo nel Tibet. Uno degli scopi dello Xuānzhèng Yuàn era selezionare i Dpon-chen, solitamente suggeriti (più che nominati) dal Lama e confermati nella carica dall'imperatore Yuan.
Il Tibet venne nel contempo riorganizzando secondo i normali sistemi politico-militari adottati dai mongoli nelle terre occupate (v.si Organizzazione militare dei Mongoli), con la divisione del paese in miriarchie, ognuna retta da un miriarca (bo. , tripeunW), con l'onere di fornire soldati al Khagan.. La riorganizzazione territoriale interessò però soltanto il Tibet centrale, lo Ü-Tsang, i.e. la regione gravitante intorno al focale sito di Lhasa, principale centro agricolo della nazione, diviso in tredici miriarchie, e non toccò minimamente il Tibet orientale né quasi tutto il Tibet occidentale, interessati dalla forte presenza di appannaggi gengiscanidi, tanto quanto i monasteri Sakya furono esclusi dall'obbligo di fornire armati all'impero. I mongoli curarono inoltre la rapida erigenda di stazioni di posta (24 in totale) che mettessero Khanbaliq in diretto collegamento con il monastero di Sakya ed effettuarono (come anticipato) un censimento della popolazione del Tibet centrale per razionalizzarne la divisione in miriarchie. Stante l'autonomia operativa dello Xuānzhèng Yuàn, i mongoli imposero poi in Tibet come altrove sia il calendario sia le leggi.
Sia i mongoli sia i Sakya riscuotevano tributi e/o corvée dai tibetani. La ricerca del patronato mongolo da parte delle élite tibetane, Sakya e non-Sakya, innescò poi una spirale autodistruttiva di corruzione, giunta al suo culmine durante il regno di Jayaatu Khan (imperatore 元文宗S, WénzōngP di Yuan, r. 1328-1332), che decapitò l'economia tibetana già fiaccata, nella parentesi 1280-1400, dalla transizione dal Periodo caldo medievale alla Piccola era glaciale che ne danneggiò il sistema agricolo.

### Lamabuddisti eKhanmongoli

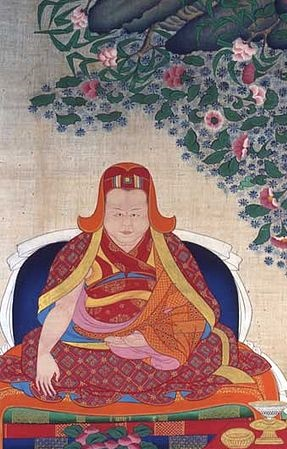
Il IV Dalai Lama Yönten Gyatso (r. 1601-1617), nato in Mongolia e pronipote del condottiero mongolo Altan Khan.

La successione di Kublai a Munke quale nuovo Khagan comportò, per Phagpa e la scuola Sakya, un significativo aumento d'influenza politica oltre che spirituale. Nei margini del sistema governativo duale sopradescritto, il Dìshī guadagnò inoltre, de facto, il ruolo di sovrintendente a tutti i buddisti dell'impero Yuan. Più in generale, grazie alla loro influenza sui governanti Yuan, i lama tibetani, non solo della setta Sakya, acquisirono una notevole influenza su vari clan mongoli e sulle compagini statali centro-asiatiche in cui si frammentò l'impero fondato da Gengis Khan quando i rami del clan Borjigin contestarono l'ascesa di Kublai quale Khagan (v.si Dissoluzione dell'Impero mongolo). Oltre a Kublai, c'erano, ad esempio, chiare linee di influenza tra aree sparse del Tibet e l'Ilkhanato di Persia, tanto quanto nel Khanato Chagatai. Il fenomeno era comunque già in atto nei decenni precedenti se già il missionario fiammingo Guglielmo di Rubruck (1220-1293) riferì d'aver visto monaci buddisti cinesi, tibetani e indiani a Karakorum, allora capitale dell'Impero mongolo, nel dicembre 1253, regnante Munke Khan.
La figura di Phagpa divenne poi oggetto di culto da parte dei successori di Kublai (specialmente Yesün Temür Khan, imperatore 泰定S, TaidingP di Yuan, r. 1323-1328) che ordinarono l'erigenda di templi e la realizzazione d'effigi (statue e thangka) in onore del lama.
La fine del diretto dominio mongolo sul Tibet non comportò, come già visto, un calo nell'interesse per il buddismo, inteso come diretto rapporto tra il khan-patrono ed il lama-sacerdote, da parte dei khan e dei noyan delle varie schiatte e tribù. Il già citato rapporto tra Altan Khan ed i Dalai Lama restaurò l'originario patrocinio mongolo di un lama tibetano tanto che, ad oggi, «i Mongoli sono tra i più devoti seguaci del Gelugpa e del Dalai Lama» per non parlare del ruolo giocato, in quest'ottica, dalla nomina del pronipote di Altan Khan a IV Dalai Lama. Lo stesso
Sonam Gyatso non aveva poi esitato a pubblicizzare la sua alleanza con Altan Khan presentando sé stesso come reincarnazione di Drogön Chögyal Phagpa e Altan quale reincarnazione di Kublai.

### Dibattito accademico contemporaneo
L'opinione degli studiosi sull'esatta natura del dominio mongolo sul Tibet è controversa, non da ultimo perché s'innesta nel controverso dibattito odierno che interessa la Regione Autonoma del Tibet e contrappone il Governo tibetano in esilio alla Repubblica Popolare Cinese.
Secondo diverse fonti, non solo l'Amministrazione centrale tibetana, la regione storica del Tibet è da considerarsi un soggetto politico indiretto della dinastia Yuan, una sorta di regione autonoma al di fuori del dominio diretto della burocrazia sino-mongolica di Khanbaliq ma comunque soggetta al Gran Khanato. Sebbene non rimangano equivalenti moderni, il rapporto era forse analogo a quello tra il Raj britannico d'India ed il potere centrale dell'Impero britannico. 
(Central Tibetan Administration - Department of Information and International Relations)
Spedizioni militari mongole ebbero comunque luogo in Tibet ancora durante il regno di Kublai, nel 1267, 1277, 1281 e 1290/91 (quest'ultima fondamentale perché risolutiva della contesa con il Monastero Drigung dei Kagyü), certo in ragione della gestione d'un più ampio scacchiere politico coinvolgente contese tra i gengiscanidi come anticipato, ma anche a riprova del fatto che il paese non era certo esente dal pieno controllo politico-militare dei mongoli.

### Esplicative
1. ↑  Gli studiosi moderni dibattono se il controllo amministrativo si estendesse al completo controllo politico, se la dinastia Yuan governasse direttamente il Tibet e quanto il dominio Yuan del Tibet fosse separato dal dominio Yuan del resto della Cina. Tuttavia, è indiscusso ed accettato che la dinastia Yuan avesse il controllo amministrativo sulla regione, a differenza di quanto valse, dopo di loro, per la dinastia Ming.
2. ↑  Wylie 1977, p. 104.
«Per controbilanciare il potere politico del lama, Kublai nominò amministratori civili presso il Sakya per sovrintendere alla reggenza mongola.»

### Bibliografiche
1. 1 2  Wylie 1977, p. 110.
«[Lo stato maggiore dell'Impero] incaricò di eseguire un'invasione del Tibet a un generale abbastanza poco conosciuto, Doorda Darkhan.»
2. 1 2  Petech 2003, p. 342.
3. 1 2 3 4  Norbu 2001, p. 139.
4. ↑  Goldstein 1997, p. 1.
5. ↑  (EN) Denis Twitchett, Tibet in Tang's Grand Strategy, in Warfare in Chinese History, Leida, Koninklijke Brill, 2000,  pp. 106-179.
6. ↑  Van Praag 1987, pp. 1-2.
7. ↑  Kolmaš 1967, pp. 12-14.
8. 1 2  Van Praag 1987, p. 4.
9. 1 2  Kolmaš 1967, pp. 14-17.
10. ↑  Wylie 1977, pp. 105-107.
11. 1 2 3  Van Praag 1987, p. 5.
12. ↑  Hok-Lam Chan, "The Chien-wen, Yung-lo, Hung-shi, and Hsuan-te reigns", in The Cambridge History of China: Volume 7, The Ming Dynasty, 1368–1644, Part 1 (Cambridge: Cambridge University Press, 1988), 261.
13. ↑  Goldstein 1997, pp. 2-3.
14. ↑  (EN) C.P. Atwood, Encyclopedia of Mongolia and the Mongol Empire, Facts on File, 2004,  p. 538, ISBN 978-0816046713.
15. ↑  Wylie 1977, p. 106.
16. 1 2  Wylie 1977, p. 110.
17. ↑  (EN) Giuseppe Tucci, Tibetan Painted Scrolls, II, Roma, La Libreria dello Stato, 1949,  p. 652.
18. ↑  Petech 1990, p. 8.
19. ↑  (EN) Anne-Marie Blondeau e Katia Buffetrille, Authenticating Tibet: Answers to China's 100 Questions, University of California Press, 2008,  p. 13, ISBN 978-05-20/24464-1.
20. ↑  Wylie 1977, p. 112.
21. ↑  Wylie 1977, p. 111.
22. ↑  (EN) Jiunn Yih Chang, A study of the relationship between the Mongol Yuan Dynasty and the Tibetan Sa-skya Sect. PhD Thesis, Indiana University Press, 1984.
23. ↑  Goldstein 1997, p. 3.
24. ↑  Rossabi 2009, p. 18.
25. ↑  Rossabi 2009, pp. 14-41.
26. 1 2  Rossabi 2009, pp. 40-41.
27. ↑  Patterson 1960, p. 88.
28. 1 2 3 4 5 6  Van Praag 1987, p. 6.
29. 1 2  Patterson 1960, pp. 88-89.
30. ↑  Wylie 1977, p 104.
31. ↑  (EN) Conrad Schirokauer, A Brief History of Chinese Civilization, Thomson Wadsworth, 2006,  p. 174.
32. 1 2 3  Van Praag 1987, pp. 6-7.
33. ↑  Rossabi 2009, p. 115.
34. ↑  (EN) Morris Rossabi, The reign of Khublai khan, in Denis Twitchett, Herbert Franke e John K. Fairbank (a cura di), The Cambridge History of China: Volume 6, Alien Regimes and Border States, Cambridge University Press, 1994,  p. 454.
35. ↑  Laird 2006, p. 115.
36. 1 2  (EN) F. W. Mote, Imperial China 900-1800, Harvard University Press, 1999,  p. 501.
37. ↑  Rossabi 1988, p. 62.
38. ↑  (EN) V.L. Uspensky, Lamaist Beijing: from Shun-Chi to the Tao-Kuang., n. 4, Mosca, –Oriens, 1996.
39. ↑  Rossabi 2009, p. 158.
40. ↑  Laird 2006, pp. 114-117.
41. ↑  Laird 2006, pp. 115-116.
42. 1 2  (EN) M.Kutlukov, Mongol rule in Eastern Turkestan, in Tataro-Mongols in Asia and Europe, Mosca, 1970.
43. 1 2 3  Wylie 1977.
44. 1 2  (EN) Hok-Lam Chan, The Chien-wen, Yung-lo, Hung-shi, and Hsuan-te reigns, in Denis Twitchett e John K. Fairbank (a cura di), The Cambridge History of China: Volume 7, The Ming Dynasty, 1368–1644, Part 1, Cambridge University Press, 1988,  pp. 182-384, ISBN 0-521-24332-7.
45. 1 2  Goldstein 1997, p. 4.
46. ↑  Rossabi 1983, p. 194.
47. ↑  Dawa 2001, p. 57.
48. ↑  Dreyfuss 2003.
49. ↑  (EN) Patricia B. Ebrey, Cambridge Illustrated History of China, Cambridge University Press, 1999,  pp. 190-191.
50. ↑  Laird 2006, p. 124.
51. ↑  Deshayes 1998, pp. 122-123, 134-146.
52. 1 2  (DE) Günther Schulemann, Geschichte der Dalai-Lamas, Lipsia, Harassowitz, 1958.
53. ↑  Perdue 2000, pp. 266-267.
54. ↑  Norbu 2001, p. 59.
55. ↑  Sperling 2003, pp. 475-477.
56. ↑  Klieger 2006, p. 217.
57. 1 2 3 4  Wylie 2003, p. 470.
58. ↑  Robinson 1999, p. 81.
59. ↑  Klieger 2006, pp. 217-218.
60. ↑  Karmay 1988, p. 3.
61. ↑  Laird 2006, pp. 143-144.
62. 1 2  Laird 2006, p. 146.
63. ↑  Kolmaš 1967, pp. 30-31.
64. 1 2  Van Praag 1987, pp. 8-9.
65. ↑  (EN) Angela F. Howard, Introduction, in Angela F. Howard (a cura di), Chinese Sculpture, New Haven, Yale University Press, 2006,  pp. 7–16, ISBN 0-300-10065-5.
66. 1 2  Kolmaš 1967, p. 31.
67. ↑  Laird 2006, pp. 158-161.
68. ↑  Dreyfus 2003, p. 504.
69. ↑  Laird 2006, p. 175.
70. ↑  Rossabi 2009, p. 144.
71. ↑  (EN) H Franke, Tibetans in Yuan China, in China Under Mongol Rule, Princeton University Press, 1981.
72. ↑  Rossabi 2009, p. 221.
73. ↑  Rossabi 2009, pp. 30, 71–72, 117, 130.
74. ↑  Norbu e Turnbull 1987, p. 193.
75. ↑  Petech 1983, pp. 186-187.
76. ↑  Deshayes 1998.
77. ↑  (EN) Luciano Petech, P'ags-pa, in Igor de Rachewiltz (a cura di), In the Service of the Khan: Eminent Personalities of the Early Mongol-Yüan Period (1200-1300), Asiatische Forschungen, vol. 121, Otto Harrassowitz Verlag, 1993,  p. 648, ISBN 3447033398, ISSN 0571-320X (WC · ACNP).
78. ↑  (EN) Rahul Ram, Tibet: Snows and Lamas, in Central Asia: An Outline History, Concept Publishing Company, 1997,  p. 36..
79. ↑  Petech 1990.
80. ↑  Gamble, Powers e Hackett 2022.
81. ↑  (EN) Anne-Marie Blondeau e Katia Buffetrille (a cura di), Authenticating Tibet: Answers to China's 100 Questions, University of California Press, 2008,  p. 13, ISBN 978-0-520-24464-1.
82. ↑  (EN) Ronit Yoeli-Tlalim, Islam and Tibet-Cultural Interactions: An Introduction (PDF), in Anna Akasoy, Charles Burnett e Ronit Yoeli-Tlalim, Islam and Tibet – Interactions along the Musk Routes, Londra, Ashgate, 2010,  pp. 1-16, ISBN 978-07-54-66956-2. URL consultato il 3 aprile 2022.
83. ↑  (EN) Dai Matsui, A Mongolian Decree from the Chaghataid Khanate Discovered at Dunhuang, in P. Zieme, Aspects of Research into Central Asian Buddhism, Memoriam Kōgi Kudara, Turnhout, Brepols, 2008,  pp. 159-178. URL consultato il 3 aprile 2022.
84. ↑  DIIR 2011, pp. 30-31.
85. ↑  (RU) E.I. Kychanov e B.N. Melnichenko, Istoriya Tibeta s Drevnikh Vremen do Nashikh Dnei [Storia del Tibet dai tempi antichi al Presente], Mosca, Russian Acad. Sci. Publ., 2005.
86. ↑  Smith 1996.
87. ↑  Sperling 2004.
88. ↑  (EN) The Mongols and Tibet. A Historical Assessment of Relations Between the Mongol Empire and Tibet, DIIR Publ., 2009.
89. ↑  DIIR 2011, p. 28.
90. ↑  (DE) Dieter Schuh, Tibet unter der Mongolenherrschaft, in Michael Weiers (a cura di), Die Mongolen. Beiträge zu ihrer Geschichte und Kultur, Darmstadt, 1986,  pp. 283-289.

### Fonti
- (ZH) Song Lian (a cura di), 元史S, Yuán ShǐP, lett. "Storia di Yuan" [Storia degli Yuan], 二十四史S, Èrshísì ShǐP, lett. "Ventiquattro Storie", 1370.
- (ZH) 明實錄T, 明实录S, Míng Shǐ LuP, lett. "Veritieri Registri dei Ming", 1368-1644.
- (ZH) 明史T, 明史S, Míng ShǐP, lett. "Storia di Ming" [Storia dei Ming], 二十四史S, Èrshísì ShǐP, lett. "Ventiquattro Storie", 1645-1739.

### Studi
In Italiano
- Laurent Deshayes, La tutela mongola, in Storia del Tibet, Newton & Compton, 1998  [1997],  pp. 107-110.

In altre lingue
- (EN) Central Tibetan Administration - Department of Information and International Relations (DIIR) (a cura di), The Mongols and Tibet : A Historical Assessment of Relations between the Mongol Empire and Tibet (PDF), DIIR Publications, 2011.
- (EN) Georges Dreyfus, Cherished memories, cherished communities: proto-nationalism in Tibet, 2003. in McKay 2003, pp. 492-522.
- (EN) Santen Karmay, Secret Visions of the Fifth Dalai Lama, Londra, Serindia Publications, 1988, ISBN 0-906026-47-4.
- (EN) Ruth Gamble, John Powers e Paul Hackett, Central Tibetan famines 1280–1400: when premodern climate change and bad governance starved Tibet, in Bulletin of the School of Oriental and African Studies, vol. 85, Cambrudge University Press, giugno 2022,  pp. 215-233.
- (EN) Melvyn C. Goldstein, The Snow Lion and the Dragon: China, Tibet and the Dalai Lama, Berkeley, University of California Press, 1997, ISBN 0-520-21951-1.
- (EN) P. Christiaan Klieger, Riding High on the Manchurian Dream: Three Paradigms in the Construction of the Tibetan Question, in Barry Sautman e June Teufel Dreyer (a cura di), Contemporary Tibet: Politics, Development, and Society in a Disputed Region, New York City, M.E. Sharpe, Inc., 2006,  pp. 214–229, ISBN 0-7656-1354-9.
- (EN) Josef Kolmaš, Tibet and Imperial China: A Survey of Sino-Tibetan Relations Up to the End of the Manchu Dynasty, in 1912 Occasional Paper, n. 7, Canberra, The Australian National University, Centre of Oriental Studies, 1967.
- (EN) Thomas Laird, The Story of Tibet: Conversations with the Dalai Lama, New York City, Grove Press, 2006, ISBN 0-8021-4327-X.
- (EN) Alex McKay (a cura di), The History of Tibet: Volume 2, The Medieval Period: c. AD 850–1895, the Development of Buddhist Paramountcy, New York City, Routledge, 2003, ISBN 0-415-30842-9.
- (EN) Dawa Norbu, China's Tibet Policy, Routledge, 2001, ISBN 978-1-136-79793-4.
- (EN) Thubten Jigme Norbu e Colin Turnbull, Tibet: Its History, Religion and People, rist. Penguin Books, Chatto & Windus, 1987  [1969].
- (EN) George N. Patterson, China and Tibet: Background to the Revolt, in The China Quarterly, n. 1, gennaio-marzo 1960,  pp. 87-102.
- (EN) Luciano Petech, Central Tibet and the Mongols: The Yüan-Sa-skya Period of Tibetan History, Istituto italiano per il Medio ed Estremo Oriente, 1990, ISBN 978-88-6323-072-7.
- (EN) Luciano Petech, Tibetan Relations with Sung China and with the Mongols, 1983. in Rossabi 1983, pp. 173-203
- (EN) David M. Robinson, Politics, Force and Ethnicity in Ming China: Mongols and the Abortive Coup of 1461, in Harvard Journal of Asiatic Studies, vol. 59, n. 1, giugno 1999,  pp. 79-123.
- (EN) Morris Rossabi, Khubilai Khan : his life and times, Berkeley, University of California Press, 2009  [1989], ISBN 978-0-520-26132-7.
- (EN) Morris Rossabi, China among Equals: The Middle Kingdom and Its Neighbors, 10th-14th Centuries, University of California Press, 1983, ISBN 978-0-520-04383-1.
- (EN) Warren Smith, Tibetan Nation: A History Of Tibetan Nationalism And Sino-Tibetan Relations, Avalon Publishing, 1996, ISBN 978-0-8133-3155-3.
- (EN) Elliot Sperling, The Tibet-China Conflict: History and Polemics, East-West Center Washington, 2004, ISBN 978-1-932728-12-5.
- (EN) Elliot Sperling, The 5th Karma-pa and some aspects of the relationship between Tibet and the Early Ming, 2003. in McKay 2003, pp. 473-482.
- (EN) Michael C. van Walt Van Praag, The Status of Tibet: History, Rights, and Prospects in International Law, Boulder, Westview Press, 1987, ISBN 0-8133-0394-X.
- (EN) Turrell V. Wylie, Lama Tribute in the Ming Dynasty, 2003. in McKay 2003, pp. 467-472.
- (EN) Turrell V. Wylie, The First Mongol Conquest of Tibet Reinterpreted, in Harvard Journal of Asiatic Studies, vol. 37, giugno 1977,  pp. 103-133, DOI:10.2307/2718667, JSTOR 2718667.